# Vassar College
Vassar College er et privat amerikansk universitet i Poughkeepsie, New York. Det blev grundlagt i 1861 af Matthew Vassar som den anden højere uddannelsesinstitution for kvinder i USA. Universitetet blev åbnet for alle køn 1969 og har i dag en kønsfordeling svarende til det nationale gennemsnit. Det er et af de historiske Seven Sisters, de første elite kvinde-universiteter i USA. Det har en historisk tilknytning til Yale University som foreslog en sammenlægning før de begge blev åbne for begge køn. Universitetet er et Liberal arts college som kun tilbyder bacheloruddannelser.
Vassar havde i 2020 en delt 14. plads på U.S. News & World Reports årlige liste over de bedste liberal arts colleges i USA. Der er omkring 2.450 studerende på universitetet.
Dets campus er over 400 hektar stort og har mere end 100 bygninger, hvoraf to er klassificeret som National Historic Landmark og yderligere en er med i National Register of Historic Places. På campus findes også et arboret og et ca. 214 ha stort naturreservat.

## Historie
Vassar blev grundlagt som kvindeskole med navnet Vassar Female College i 1861, men allerede året efter blev ordet "female" ("kvinde-") fjernet fra navnet. Det forblev dog udelukkende en kvindeskole indtil 1969.
Vassar var det andet af Seven Sisters-universiteterne, universiteter som kun var for kvinder, og historisk søsterinstitutioner til Ivy League-universiteterne. Det blev grundlagt af Matthew Vassar i Hudson Rivers floddal omkring 110 km nord for New York City. Den første videnskabelige medarbejder som blev ansat var astronomen Maria Mitchell i 1865.
Vassar blev en skole for begge køn i 1969. Men umiddelbart efter anden verdenskrig blev et lille antal mandlige studerende optaget som G.I. Bill-studerende – en amerikansk uddannelsesstøtte til forhenværende soldater. Da Vassars charter forbød mandlige dimittender, blev deres eksamensbeviser i stedet udstedt af University of the State of New York. Da Vassar senere blev åbnet for mandlige studerende blev deres eksamensbeviser genudstedt i Vassars navn. Den formelle beslutning om at blive en kønsblandet skole kom efter at skolens bestyrelse (trustees) havde afslået et tilbud om en sammenlægning med Yale University, dets søster-institution, på et tidspunkt hvor der skete en række sammenlægninger mellem de historiske mande-universiteter i Ivy League og deres Seven Sisters-modstykker for kvinder.
I sine tidlige år var Vassar forbundet med den sociale elite i de protestantiske samfundsklasser. E. Digby Baltzell skrev at "overklassens WASP-familier uddannede deres børn på universiteter såsom Harvard, Princeton, Yale og Vassar." Få udvalgte elite-studenter blev givet adgang til at indtræde i skolens hemmelige selskab Delta Sigma Rho som blev stiftet i 1922. Franklin Delano Roosevelt var en af universitetets bestyrelsesmedlemmer før han blev USA's præsident.
Der er omkring 2.450 sturende på Vassar hvor 98 % bor på campus. Ca. 60 % kommer fra offentlige high schools og 40 % fra privatskoler (både uafhængige og religiøse). Der er 56 % kvinder og 44 % mænd hviket svarer til gennemsnittet for liberal arts colleges i USA. De studerend bliver undervist af mere end 336 videnskabelige medarbejdere som praktisk taget alle har en doktorgrad eller tilsvarende. Der er 8 studerende for hver læerer og den gennemsnitlige klassestørrelse er 17.
I de seneste år har andelen af optagede "farvede" været 32-38 %. Der er internationale studerende fra over 60 lande som udgør 8-10 % af det samlede studerende.

## Campus

### Arkitektur
Vassars campus, som også rummer et arboret, er 405 ha stort og har mere end 100 bygninger, varierende i stil fra nygotik to international, med adskillige bygninger af arkitektonisk interesse. I midten af campus er hovedbygningen, et af de bedste eksempler på Second Empire-arkitektur i USA. Det var USA's største bygning målt efter etagekvadratmeter da den åbnede, og indeholdt tidligere hele universitetet inkl. klasselokaler, sovesale, museum, bibliotek og spisesale. Bygningen som er designet af James Renwick Jr., var færdig i 1865. Tidligere færdig var Vassars observatorium. Begge bygninger er National Historic Landmarks. Rombout House er en bygning fra 1854 som blev købt af Universitet i 1915. Den blev tilføjet National Register of Historic Places i 1982.

### Biblioteker
Vassar har en af USA's største bacheloruniversitetsbiblioteker. Der er otte biblioteker på Vassar med sammenlagt omkring 1 million bind, 7.500 forskellige tidsskrifts- og avistitler, foruden en omfattende samling af mikrofilm og mikrofiche.

## Rangering
2020-udgaven af U.S. News & World Reports' "Best Colleges" rangerer Vassar på en delt 14. plads blandt liberal arts colleges i USA ud af 223 på listen.